# Lamê

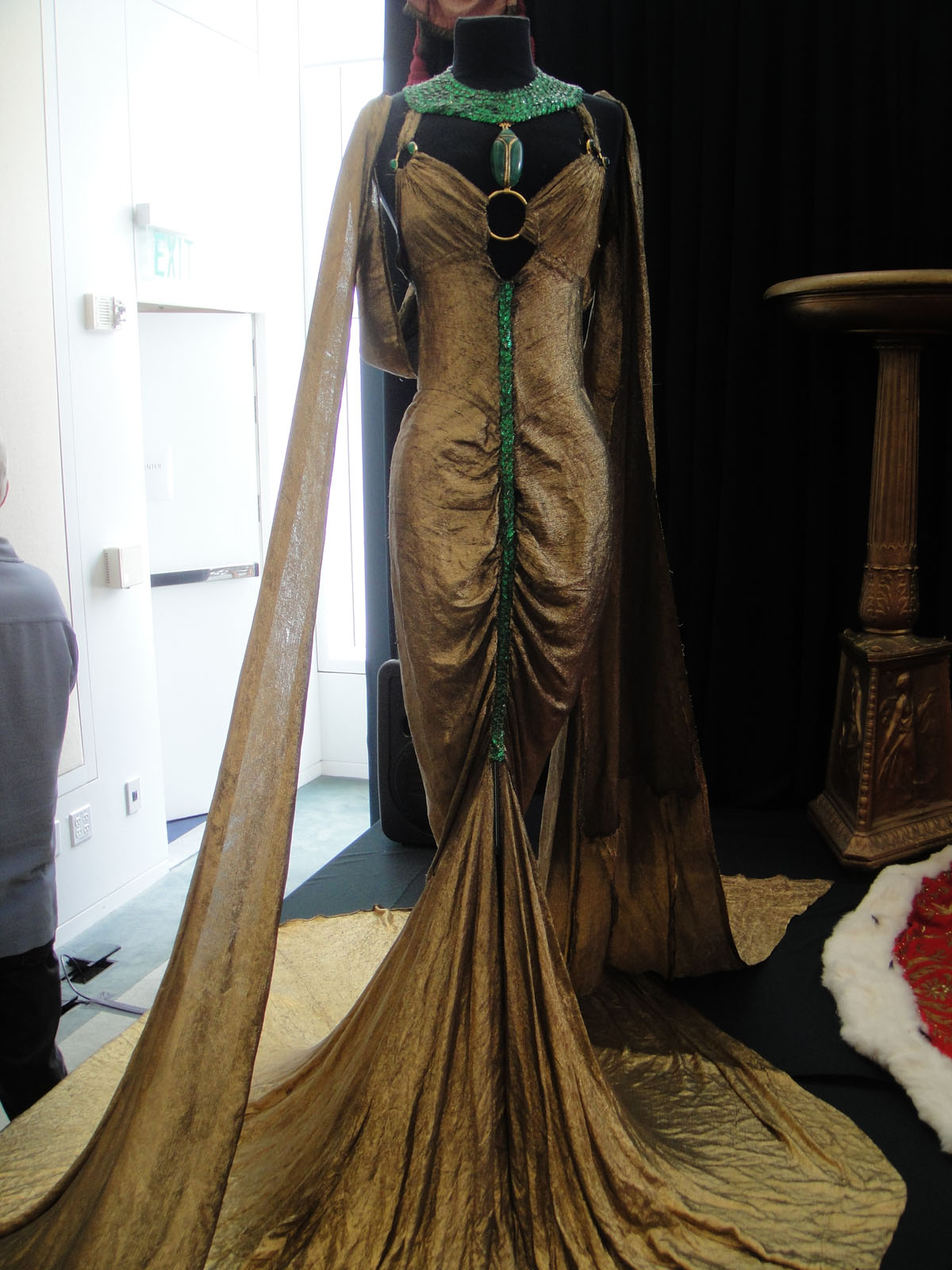
Vestido em lamê usado no filme Cleópatra.

Lamê é um tipo de tecido adornado por finas lâminas prateadas que desde a década de 1930 é muito usado em vestidos de toalete (trajes requintados). O termo vem do francês lamé e corresponde à ideia de «tecido brilhoso por nele se entremearem fios ou adornos metálicos dourados e prateados».